# A természeti népek vallása
Az őslakosoknak megvan a saját vallásuk, ami nem elterjedt „világvallásként”, de megvan a maga szigorú szabályrendszere is. Az „őslakos” vallásai általában ezeknek a csoportoknak a földrajzilag kis területen megtalálható hitrendszereire alkalmazzák. A judaizmus, a zsidó nép vallása jól ismert példa. A judaizmus egy olyan vallás, amely Izrael földjén a leggyakoribb. A judaizmus zárt rendszerű vallás, amelybe vagy bele kell születni, vagy egy kemény és hosszadalmas folyamat során lehet tagjává válni. A judaizmus megelőzte az egyetemessé váló vallásokat, és az egyik legrégebbi, amelyet ma is gyakorolnak. A bennszülötteket gyakran úgy is jellemzik, hogy különböznek a „világvallásoktól”, mert szóban közvetítik őket, és összefonódnak a hagyományos életmóddal. A japán sintó vallást is gyakran „bennszülött vallásnak” nevezik.      